# Senare Liang
Senare Liang (kinesiska:后梁, Hòu Liáng) var en kinesisk dynasti år 907 till 923 under tiden för De fem dynastierna och De tio rikena. Senare Liang grundades 907 av Zhu Wen och behärskade delar av den tidigare Tangdynastins nordliga territorier och söder ut till Huaifloden och Hebei söder ut till Yangtzefloden. Större delen av Hebei, Shanxi och Shaanxi var dock utanför rikets kontroll.
Zhu Wen gjorde sig under slutet av Tangdynastin (618–907) till fältherre över norra Henan varifrån han tog kontroll över Luoyang och Chang'an. År 904 lät Zhu Wen lät mörda Tangdynastins kejsare Zhaozong och placerade  kejsarens tolvåriga son på tronen. År 907 avsatte och mördade  Zhu Wen barnkejsaren (Tang Ai) och utropade sig själv till kejsare över Senare Liang. Senare Liang blev den första av fem kortlivade dynastier i norra Kina under perioden De fem dynastierna och De tio rikena (907-979). Inledningsvis styrdes Senare Liang från Luoyang fram till 913 då huvudstaden flyttades till Kaifeng. År 923 erövrades riket av Li Cunxu som grundade Senare Tang.